# 七星奶
七星奶，俗称戚奶，是福州及闽东一带的民间女性神祇。相传七星奶为南宋末年抗元将领戚梁的夫人，本姓柯氏，全名为柯玉笙。戚梁镇守金墉城（今洛阳西北部）阵亡后，她率金墉妇孺退守城外三十五里处的葫芦套，被暗通元军的下属暗害。福州一带遂修建了庙宇来奉祀柯玉笙，将其神化，称为七星奶或戚奶。许多福州疍民将戚奶作为他们的重要保护神。